# Закон Ившича — Станга
Закон Ившича — Станга — акцентуационный закон в праславянском языке, открытый в 1911 году С. Ившичем и переоткрытый в 1957 году независимо от него Кр. Стангом. Закон объясняет происхождение праславянского нового акута для в акцентной парадигмы b ретракцией с последующего слога.

## Ретракция с ударного слабого ера
В позднеславянский период сверхкраткие гласные *ь и *ъ развились согласно закону Гавлика в «сильные» и «слабые». Акцентированные слабые гласные больше не могли нести акцент, который поэтому перенесся в предыдущий слог. Этот слог приобрел восходящее новое акутированное ударение. Оно обозначается диакритическим знаком тильда ⟨◌̃⟩ на исторически «долгих» слогах (* a, * i, * u, * y, * ě, * ę, * ǫ, * VR) и знаком обратного ударения ⟨◌ ̀⟩ на исторически «кратких» слогах (* e, * o, * ь, * ъ).
В консервативных сербохорватских диалектах, чакавском и староштокавском (например, славонском), новый акут сохраняется как отдельный тон, отличный от старого акута и циркумфлекса. Ившич обозначал долгий новый акут в чаковском тем же символом циркумфлекса, что и в литовском, ввиду их фонетического сходства.
Пример: праслав. *pirstu̍ > *pьrstъ̍ > *pь́rstъ (закон Ившича) (чак. pr̃st, рус. pérst, но им. мн. ч. perstí)

## Ретракция с медиальных циркумфлексных слогов
Ретракция также произошла на медиальных долгих циркумфлексных слогах, например, на глаголах с *-iti . На основании аттестованных форм nȍsīte, vrãtīte Ившич предложил более ранние формы *nosȋte, *vortȋte, которые также привели бы к новому акуту после ретракции долгого циркумфлексного акцента на предыдущий слог. Эта ретракция не вызывает сомнений, если предыдущий слог долгий; в случае кратких предшествующих слогов она считается общепринятой , но некоторые утверждают, что она аналогична долгому новому акуту в некоторых (в основном западнославянских) языках.
Кроме того, закон Ившича объясняет акутный акцент у некоторых существительных с основой jā-, таких как sũša (славонские штокавские диалекты), vȍlja (с кратким новым акутом).
Заимствования из других языков показывают, что закон Ившича действовал после закона Дыбо и частично отменил его.
Пример: праслав. *kȁrlju 'король' (изначально имя Карла Великого) > *karlju̍ (закон Дыбо) > *kãrlju (закон Ившича) > хрв. (чак.) krãlj.